# Shinnosuke Fukuda
Shinnosuke Fukuda (japanisch 福田 心之助 Fukuda Shinnosuke; * 4. September 2000 in Urakawa, Hokkaidō) ist ein japanischer Fußballspieler.

## Karriere
Shinnosuke Fukuda erlernte das Fußballspielen in den Jugendmannschaften vom Urakawa SSC und Hokkaido Consadole Sapporo sowie in der Universitätsmannschaft der Meiji-Universität. Seinen ersten Vertrag unterschrieb er am 1. Februar 2023 bei Kyōto Sanga. Der Verein aus Kyōto, einer Stadt in der gleichnamigen Präfektur, spielte in der ersten japanischen Liga. Sein Erstligadebüt gab Shinnosuke Fukuda am 18. Februar 2023 (1. Spieltag) im Heimspiel gegen die Kashima Antlers. Bei der 0:2-Heimniederlage wurde er in der 68. Minute für Teppei Yachida eingewechselt.